# HIP 70849 b
HIP 70849 b es un planeta extrasolar que orbita la estrella de tipo K de la secuencia principal HIP 70849, localizado aproximadamente a 78 años luz, en la constelación de Lupus. Este planeta tiene al menos 5 veces la masa de Júpiter y tarda 3.000 días en completar su periodo orbital, con un semieje mayor de 3,5 UA. Sin embargo, a diferencia de la mayoría de los exoplanetas conocidos, su excentricidad no se conoce, pero es habitual que se desconozca su inclinación. Este planeta fue detectado por HARPS el 19 de octubre de 2009, junto con otros 29 planetas. El astrónomo Wladimir Lyra (2009) ha propuesto Fenris como el nombre común posible para HIP 70849 b.